# Polyrhachis coerulescens
Polyrhachis coerulescens é uma espécie de formiga do gênero Polyrhachis, pertencente à subfamília Formicinae.